# Rhodostrophia sanguinea
Rhodostrophia sanguinea là một loài bướm đêm trong họ Geometridae.